# Olga Andreyeva
Olga Andreyeva (née le 12 mars 1993) est une athlète kazakhe, spécialiste du 400 mètres.

## Biographie

### Palmarès
| Date | Compétition                  | Lieu     | Résultat | Épreuve   | Performance   |
| ---- | ---------------------------- | -------- | -------- | --------- | ------------- |
| 2012 | Championnats d'Asie juniors  | Colombo  | 2e       | 200 m     | 25 s 05       |
| 2012 | Championnats d'Asie juniors  | Colombo  | 3e       | 400 m     | 56 s 03       |
| 2012 | Championnats d'Asie juniors  | Colombo  | 1re      | 4 × 400 m | 3 min 43 s 49 |
| 2013 | Championnats d'Asie          | Pune     | 4e       | 4 × 400 m | 3 min 36 s 09 |
| 2014 | Championnats d'Asie en salle | Hangzhou | 3e       | 400 m     | 55 s 74       |
| 2014 | Championnats d'Asie en salle | Hangzhou | 1re      | 4 × 400 m | 3 min 42 s 45 |

### Records
| Épreuve    | Épreuve      | Performance | Lieu     | Date            |
| ---------- | ------------ | ----------- | -------- | --------------- |
| 400 mètres | En plein air | 54 s 99     | Almaty   | 4 mai 2012      |
| 400 mètres | En salle     | 55 s 74     | Hangzhou | 15 février 2014 |